# Trevor Taylor (cantor)
Trevor Oliver Taylor (Montego Bay, 11 de janeiro de 1958 - Colónia, 19 de janeiro de 2008) foi um cantor, músico, produtor musical e compositor jamaicano-alemão. Era mais conhecido como o vocalista original da banda alemã Bad Boys Blue. Nos últimos anos, adotou o nome artístico Supa T.

## Primeiros anos
Trevor Taylor nasceu em 1958 em Montego Bay, na Jamaica. Aos 14 anos de idade, Taylor visitou a Inglaterra pela primeira vez. Para além da música, o jovem Trevor interessava-se por culinária, levantamento de pesos e futebol. Trevor era um verdadeiro rastaman e o seu ídolo era Bob Marley. No início da sua carreira, Trevor tocou guitarra baixo na banda de reggae britânica UB40 e também foi cantor em grupos pouco conhecidos nas Seychelles. Em 1978, Trevor trabalhou como chefe de cozinha no restaurante "Holiday Inn", em Birmingham, e depois no restaurante "Stummel", em Colónia.

## Bad Boys Blue
Em 1984, Trevor Taylor juntou-se ao novo grupo Bad Boys Blue, onde foi selecionado como vocalista principal. Em 1985, cantou a canção de sucesso "You're A Woman". Foi um verdadeiro sucesso para a banda e atingiu instantaneamente o Top 10 em muitas tabelas de música europeias. Na Alemanha, o single atingiu o 8º lugar e não saiu do Top 20 alemão durante quatro meses. No mesmo ano, os Bad Boys Blue lançaram o seu primeiro álbum de estúdio, Hot Girls, Bad Boys, no qual Trevor Taylor cantou em todas as canções (exceto em "L.O.V.E. In My Car"), tal como fez no segundo álbum da banda, Heartbeat, que foi lançado em 1986.
Em 1987, durante a gravação do single "Come Back And Stay", os produtores Tony Hendrik e Karin van Haaren decidiram mudar o vocalista e, posteriormente, fazer de John McInerney o novo vocalista. Estas mudanças, por sua vez, criaram tensões dentro do grupo que acabaram por levar à saída de Trevor Taylor, que compreensivelmente não queria aceitar o seu novo papel marginalizado. Um facto digno de nota é que Trevor Taylor não deixou o grupo imediatamente após a mudança, tendo permanecido no grupo durante um ano inteiro, durante o qual foi gradualmente afastado da sua posição de vocalista. Durante esse período de transição, a sua participação como vocalista caiu primeiro para 60% e depois para 20% das canções cantadas no 3º e 4º álbuns, respetivamente.
Essa mudança não foi acidental, pois foi uma estratégia-chave implementada pelos produtores para garantir a sobrevivência e a continuidade do seu projeto, ou seja, garantir aos olhos do público que tanto Taylor como McInerney ainda estavam presentes no grupo, apenas que as suas respetivas posições tinham sido trocadas, onde se esperava que os fãs se habituassem a ver Taylor aparecer na sombra de McInerney.
Só depois de McInerney ter aparecido num número suficiente de novos temas como vocalista, Taylor pôde finalmente deixar o grupo. Esta mudança foi possível devido a obrigações contratuais estabelecidas pelos produtores de Bad Boys Blue que impediam legalmente Trevor Taylor de sair da banda prematuramente (ou seja, não até que o período de transição estivesse concluído) e, portanto, os produtores tinham a garantia de ter uma continuação tranquila do seu projeto.

## Depois de deixar Bad Boys Blue
Depois de deixar o grupo, Trevor tentou atuar em filmes e participou em vários projectos musicais, do trance ao reggae. Em 1990, o projeto de reggae Street Noise lançou o single "Our Problem", em que Trevor Taylor era o vocalista principal. Em 1991, Trevor foi membro da banda Temper Temper como guitarrista. Durante vários anos, Trevor foi produtor e vocalista da banda de reggae alemã Umoya, que lançou três álbuns e seis singles.
Desde 1995, sob o pseudónimo Supa T, Taylor começou a gravar com a banda The Party Animals, lançando os singles "My Dog", "Gotta Jump", "Be True" e "Love and Respect". Este último foi o êxito do ano em Espanha e ocupou durante muito tempo as primeiras posições nas tabelas espanholas. Todas estas composições foram posteriormente incluídas no seu primeiro álbum a solo, Reggae in the Pop House & Soul, lançado em 1998 pela Vale Music. Nesse mesmo ano, Trevor participou na gravação do single "Harddrummer" de Chocolate Milk.
Mais tarde, gravou singles para o Mondo Club: uma versão cover de "Don't Worry, Be Happy" e "Sex Up My Life", que se tornou a banda sonora da série televisiva "Heiße Tage - Wilde Nächte". Nos seus últimos anos, Trevor atuou muito com os grupos de reggae Umoya e The Reggae Cracks. Também planeou lançar o seu segundo álbum a solo, Second Life.
Trevor Taylor, de 50 anos, morreu de ataque cardíaco num hospital em Colónia. O seu segundo álbum a solo ainda não foi oficialmente lançado.

## Discografia

### Músicas
| Ano  | Nome                                      | Intérprete/Grupo                    |
| ---- | ----------------------------------------- | ----------------------------------- |
| 1985 | You're a Woman                            | Bad Boys Blue                       |
| 1985 | Pretty Young Girl                         | Bad Boys Blue                       |
| 1986 | Kisses and Tears (My One and Only)        | Bad Boys Blue                       |
| 1986 | Love Really Hurts Without You             | Bad Boys Blue                       |
| 1986 | I Wanna Hear Your Heartbeat >Sunday Girl< | Bad Boys Blue                       |
| 1987 | Gimme Gimme Your Lovin' >Little Lady<     | Bad Boys Blue                       |
| 1990 | Our Problem                               | Street Noise (feat. Trevor Taylor)  |
| 1992 | Hey You                                   | Umoya                               |
| 1993 | Hey You (Club Remixes)                    | Umoya                               |
| 1993 | The Children                              | Umoya                               |
| 1994 | Hey See De Rastaman                       | Umoya                               |
| 1994 | Hey See De Rastaman (Dance Remixes)       | Umoya                               |
| 1994 | Song For Ruanda                           | Cologne Ruanda Project              |
| 1995 | My Dog (Is Better Than Your Dog)          | Supa T and the Party Animals        |
| 1996 | Love and Respect                          | Supa T and the Party Animals        |
| 1997 | Gotta Jump                                | Supa T and the Party Animals        |
| 1998 | Be True                                   | Supa T and the Party Animals        |
| 1998 | Harddrummer (Drivin' Me Crazy)            | Chocolate Milk                      |
| 2001 | Ha Deng /Tribal Nation                    | Avancada                            |
| 2001 | I Like to Move It                         | Bang Gang                           |
| 2001 | Sex Up My Life (The Pussy Song)           | Mondo Club                          |
| 2001 | Don't Worry, Be Happy                     | Mondo Club                          |
| 2010 | Ragga Ragga (digital release)             | Blunt Factory (feat. Trevor Taylor) |

### Álbuns
| Ano  | Nome                           | Intérprete/Grupo             |
| ---- | ------------------------------ | ---------------------------- |
| 1985 | Hot Girls, Bad Boys            | Bad Boys Blue                |
| 1986 | Heart Beat                     | Bad Boys Blue                |
| 1987 | Love Is No Crime               | Bad Boys Blue                |
| 1988 | My Blue World                  | Bad Boys Blue                |
| 1993 | Overdue                        | Umoya                        |
| 1998 | Reggae in the Pop House & Soul | Supa T and the Party Animlas |
| 1999 | Mixed Mode                     | Umoya                        |
| 2004 | Two Decades                    | Umoya                        |
| 2006 | Many Ways                      | Kuebert                      |
| 2007 | Second Life (não lançado)      | Supa T and the Reggae Cracks |